# Peter Franzén
Peter Franzén (Keminmaa, 14 de agosto de 1971) é um ator Finlandês que já apareceu em mais de 40 filmes e séries de TV. Astro de produções Finlândesas, apareceu em, A Summer by the River, Ambush, Mustan kissan kuja, Badding, On the Road to Emmaus, Rölli ja metsänhenki, Kuutamolla, Bad Boys, Dog Nail Clipper, Matti, Hellsinki e Kerron sinulle kaiken. Pelo sua atuação em Dog Nail Clipper, Franzén ganhou o Jussi Award para Melhor Ator  bem como elegios do crítico Jay Weissberg da revista Variety que o chamou de "um dos mais talentosos e versáteis atores da Finlândia.
Ele também já apareceu em papéis falando Alemão, Inglês, Sueco, Estoniano e Húngaro. Franzén teve um papel como um cadável Russo em um episódio da série CSI: Miami, também foi escalado para uma pequena participação como um policial no filme Cleaner. Em 2009, Franzén teve um pequeno papél como um Viking Sueco no episódio Never Let Me Go da série True Blood. Em 2015, Franzén foi escalado como o Rei Harald Cabelo Belo para a quarta temporada de Vikings..
Franzén nasceu em Keminmaa. Em 1999, Franzén se mudou para Los Angeles com sua esposa, a atriz Irina Björklund, onde viveram até 2013, quando se mudaram para a França.

## Filmografia selecionada

### Filmes
- Ambush (1999)
- Road North (2012)
- Purge (2012)
- Open Up to Me (2013)
- Heart of a Lion (2013)
- Above Dark Waters (2013)
- O Franco-Atirador (2015)

### Televisão
- Vikings[5] (2016-presente) - Rei Harald Cabelo Belo